# Dragon Ball Z: The Legend
Dragon Ball Z: The Legend (ドラゴンボールZ 偉大なるドラゴンボール伝説 Doragon Bōru Zetto: Idainaru Doragon Bōru densetsu?, tdl. «Dragon Ball Z: La gran leyenda de Dragon Ball») es el segundo juego de esta temática que apareció para la consola Sega Saturn. Se creó y distribuyó en 1996 por Bandai. También tuvo una versión para la PlayStation de Sony. La versión de Sega Saturn llegó a distribuirse en Europa (Francia, España y Portugal), pero no la de PlayStation, que se quedó en Japón.

## Aspectos técnicos
Legend utiliza un sistema de juego diferente a los anteriores de DBZ. Los gráficos cuentan con sprites en 2D en un mundo tridimensional. Aunque cada batalla comienza en el suelo, la mayoría de la acción se da en el aire.
Los personajes vuelan alrededor de cada uno y utilizar golpes rápidos y patadas, y las ráfagas de Ki, ya sea individualmente o rápidamente manteniendo pulsado el botón asignado por un período corto de tiempo. Los caracteres tienen una cantidad limitada de Ki que se puede agotar con el uso y recargar manualmente o con el tiempo. Los personajes cuentan con dos barras en pantalla que parecen junto a la imagen de su rostro: estas son de salud (verde) y ki (amarilla) respectivamente, si el jugador utiliza la totalidad de su ki disponible, su personaje dejará de luchar por agotamiento, dejando de par en par para un ataque.
El medidor de vida de cada personaje no se deteriora con los ataques normales, solo los Meteor Atacks logran disminuir la vida de un personaje. El "Power Balance" (balance de poder) es una escala que aparece en la parte inferior de la pantalla compuesta por la energía de ambos lados que se desplaza en función de quien lleva el dominio de la pelea, después de uno de los lados logra llenar la barra de su color (Rojo o Azul), el personaje manejado por el jugador realizara un especial de "Meteor Atack" (Ataque Meteoro), que tiene lugar en una escena de corte donde se remata al oponente con un ataque característico del personaje en cuestión.
Cada partido se compone de dos equipos que pueden incluir desde un luchador hasta 3 luchadores, quienes se puede organizar en innumerables combinaciones; el jugador puede alternar el personaje que usa durante la batalla por cualquier otro de su equipo, así como decidir a cual personaje del equipo enemigo atacar.
Cada personaje cuenta con una indumentaria personalizada por cada personaje, este juego también es uno de los juegos más jugados por todo el mundo, el juego también cuenta con un modo historia que trata sobre cualquier saga de Dragon Ball Z.

## Hilo argumental
Hay ocho "episodios" en el modo historia: la Saga de los Saiyajin, la saga de Las Fuerzas Especiales Ginyu, la saga de Freezer, la saga de los Androides, la saga del Torneo de Cell, la saga de Majin Buu, la saga de La Fusión, y la saga de Majin Buu Original (Kid Buu). Al inicio de cada episodio aparecerá una pantalla con los personajes disponibles para el mismo, el jugador puede elegir libremente entre estos dando como resultado hechos inéditos:

## Personajes
| Guerreros Z - Goku Base, SSJ, SSJ3 - Vegeta Base, SSJ, Majin - Vegetto SSJ - Gohan Niño, adolescente SSJ2, Great Saiyaman SSJ, Místico - Trunks del futuro SSJ - Trunks SSJ - Goten SSJ - Gotenks SSJ3 - Piccolo - Krillin | Enemigos - Nappa - Guldo - Recoome - Burter - Jeice - Capitán Ginyu - Freezer - Dr. Gero/A-20 - Androide 16 - Androide 17 - Androide 18 - Androide 19 - Cell Jr. - Cell - Dabura - Majin Buu Mr. Buu, Super Buu, Kid Buu |

## Escenarios
- Plain
- Namek
- Desierto
- Sagrado mundo de los Kaios

## Curiosidades
- Es el juego de Dragon Ball con más personajes lanzado para PlayStation (contando las transformaciones y diferentes versiones de un personaje suman 35)
- La primera forma de Freezer hace un cameo al inicio de su batalla, justo antes de transformarse a su forma final.
- En la batalla contra Freezer si Krillin muere, aparecerá Goku SSJ.
- Casi todos los personajes cuentan con dos Meteor Attacks que ocurren en orden cíclico al llenar la barra del "Power Balance" (Excepto Freezer quien cuenta con 3 y algunos personajes que solo tienen uno).
- En la saga Androides al momento de Aparecer los Androides n.º 17 y 18 el Androide 16 entrará a la batalla sólo si Goku lucha, de no ser así n.º 16 se retirará del combate.
- Durante la Batalla contra Cell y los Cell's Jr se debe enfocar en matar a Cell; si se tarda demasiado, este huye de la pela y el jugador quedara peleando contra Cell Jr.s indefinidamente. También es la única batalla donde se puede ver a Trunks con el traje sayayin. Además está la opción de jugar solo contra Cell sin los Cell's Jr. si es que el combate es 1 vs 1.
- Al inicio de la Saga de Boo, durante la pelea contra Dabura es preferible que el jugador no elija a Vegeta en su equipo, ya que este traicionara al equipo a media pelea transformándose en Majin Vegeta.
- Si durante la batalla contra Kid Buu Goku SSJ3 recibe dos ataques de Buu, Goku volverá a su estado base, esto es para que el jugador recree la escena final de la batalla, ya que "Goku Base" es el único que puede hacer la Genkidama. También si Goku y Vegeta reciben 2 Meteor Attacks cada uno, Manjin Buu gordo aparecerá en la batalla para ayudarlos.
- Aparece Súper Buu con Gohan Definitivo absorbido pero solo en los Créditos Finales.
- Si se dan ciertas condiciones durante el modo historia, hay la posibilidad de que ciertos personajes no aparezcan, pero a su vez no estarán desbloqueados para jugar en modo versus, estos son: Androide 16 (si no peleas con Goku en la 4.ª etapa) y Cell Jr (Si solo juegas un 1vs1 contra Cell en la 5.ª etapa).

## Recepción
| —              | PlayStation | Saturn |
| -------------- | ----------- | ------ |
| Gamekult       | 8/10        | 8/10   |
| Hobby Consolas |             | 83/100 |
| Jeuxvideo.com  | 14/20       | 15/20  |
| Joypad         |             | 80/100 |
| Joypad         |             | 81/100 |
| Player One     |             | 75/100 |